# Bartolomeo Facio
Bartolomeo Facio, lateinisch Bartholomaeus Facius (* um 1400 in La Spezia; † 1457 in Neapel) war ein italienischer Humanist und Astrologe.

## Leben
Nach dem Besuch der Schule bei Guarino da Verona wirkte Facio als Hauslehrer in Venedig, Florenz und Genua. 1444 fuhr er im diplomatischen Dienst Genuas nach Neapel, wo er Sekretär und Astrologe von König Alfons V. von Aragon wurde. Sein Geschichtswerk über Alfons’ Regierung ist eine der Hauptquellen für die Erforschung der neapolitanischen Kultur im 15. Jahrhundert. In seinem Werk De viris illustribus verfasste Facio eine Sammlung von Kurzbiographien, die er in zahlreiche Kategorien unterteilte: Dichter, Redner, Rechtsgelehrte, Ärzte, Doktoren, Philosophen, Theologen, Maler, Bildhauer, namhafte Bürger, Condottiere, Könige und Prinzen. Vornehmlich bezogen sich die Biographien auf Personen aus Italien. Jedoch verfasste Facio auch Kurzbiographien über flämische Maler wie Jan van Eyck und Rogier van der Weyden.
Facio focht einen langen, erbitterten Kampf gegen Lorenzo Valla aus, dessen Geschichtswerk über Ferdinand I. von Aragonien er kritisiert hatte.

## Werke (Auswahl)
- De viris illustribus